# Jürgen Tietze

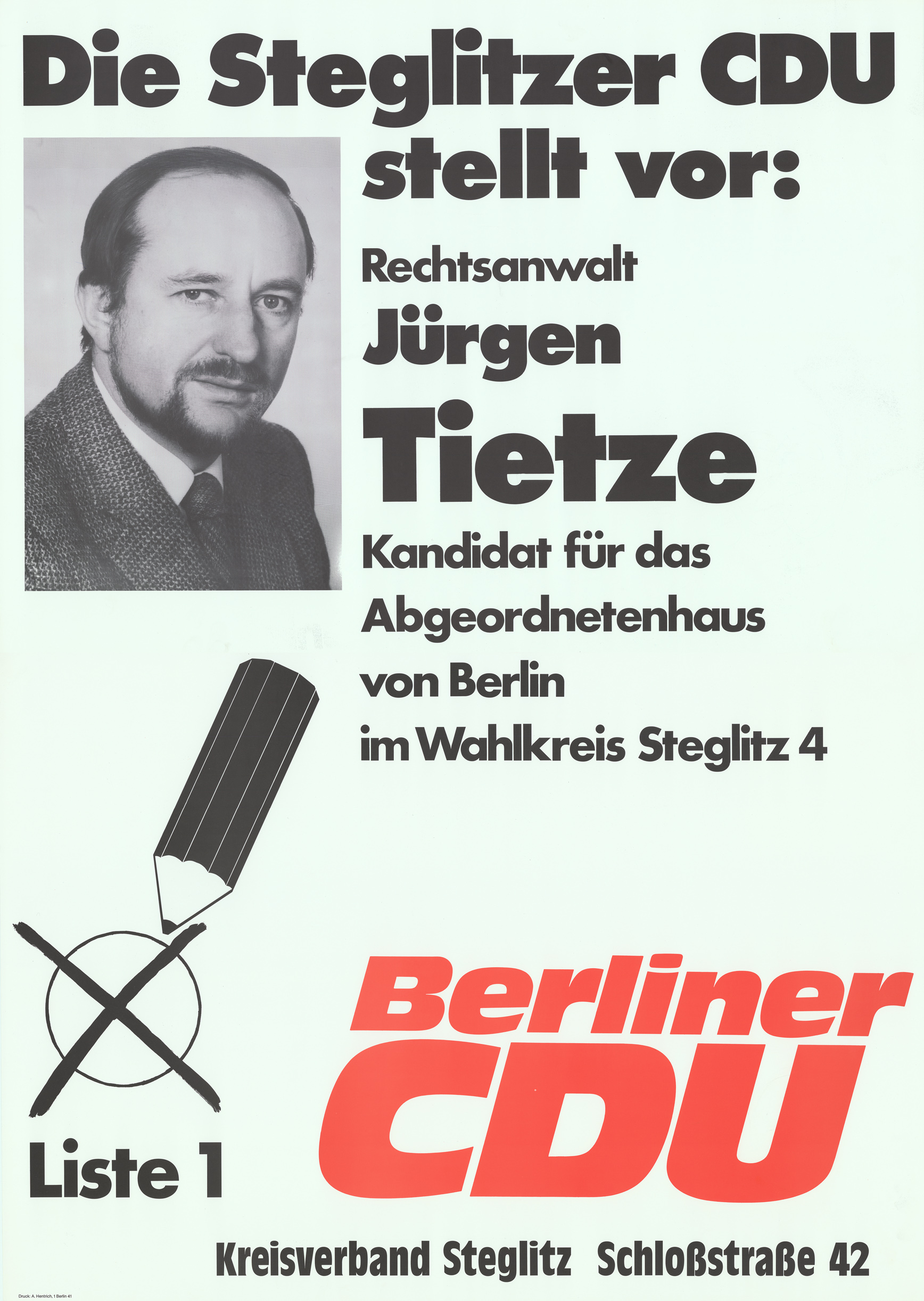
Jürgen Tietze (Wahlplakat zur Wahl 1979)

Jürgen Tietze (* 6. April 1935 in Berlin) ist ein ehemaliger deutscher Politiker (CDU).
Jürgen Tietze besuchte ein Gymnasium und machte 1955 das Abitur. Er studierte Rechtswissenschaften an der Universität Frankfurt am Main, legte 1961 das 1. und 1965 das 2. juristische Staatsexamen ab. Im selben Jahr wurde er zum Rechtsanwalt zugelassen und trat 1967 der CDU bei. Er wurde später auch Notar. 
Bei der Berliner Wahl 1975 wurde Tietze in die Bezirksverordnetenversammlung im Bezirk Steglitz gewählt. Bei der folgenden Wahl 1979 konnte  er das Direktmandat im Wahlkreis Steglitz 4 im Abgeordnetenhaus von Berlin gewinnen. Bis 1989 gehörte er dem Parlament an.